# Can't Fight This Feeling
Can't Fight This Feeling peut également renvoyer à une chanson de Junior Caldera et de Sophie Ellis-Bextor
Singles de Reo Speedwagon
I Do Wanna Know
(1984) One Lonely Night
(1985)
Can't Fight This Feeling est une chanson de REO Speedwagon à propos d'un homme qui tombe amoureux d'une jeune femme avec qui il est ami depuis longtemps. Elle parut d'abord dans l'album de 1984 de REO Speedwagon Wheels Are Turnin'. Elle fut populaire dans l'ensemble du monde anglo-saxon et a été reprise par un grand nombre d'artistes. Récemment, on a pu l'entendre, interprétée par Cory Monteith, dans le premier épisode de la série télévisée Glee. On note également une apparition de cette chanson dans l'épisode 10 de la saison 10 de South Park.

## Postérité
Le morceau a servi de déclic à Nicolas Winding Refn pour le scénario de son film Drive (2011).

## Classement par pays
| Pays        | Classement                    | Meilleure position |
| ----------- | ----------------------------- | ------------------ |
| États-Unis  | Billboard Hot 100             | 1                  |
| États-Unis  | Mainstream Rock Tracks chart  | 5                  |
| États-Unis  | Hot Adult Contemporary Tracks | 3                  |
| Royaume-Uni | UK Singles Chart              | 16                 |
| Canada      | Canada RPM Singles Chart      | 1                  |